# 吹上町花熟里
吹上町花熟里（ふきあげちょうけじゅくり）は、鹿児島県日置市の大字。旧阿多郡伊作郷花熟里村、阿多郡伊作村大字華熟里、日置郡伊作町大字華熟里、日置郡吹上町華熟里。人口は174人、世帯数は65世帯（2020年10月1日現在）。郵便番号は899-3307。

## 地理
日置市の南部、小野川の下流域に位置している。字域の北方には吹上町小野、北方から東方にかけては吹上町田尻、南方には吹上町中原がそれぞれ隣接しており、西方には東シナ海に面している。
字域の西部には松林（防砂林）で占められており、中央部に畑地と集落、東部は丘陵地となっている。
また、北部には国道270号、東端部には鹿児島県道296号田之頭吹上線が通っている。1984年までは中央部を南北に鹿児島交通枕崎線が通っていたが、字域内には駅は設置されていなかった。現在は線路跡は自転車道に転用されており、鹿児島県道加世田日吉自転車道線（吹上浜砂丘自転車道）となっている。

### 河川
- 小野川

## 歴史

### 花熟里の成立と中世
花熟里という地名は鎌倉期より見え、薩摩国伊作庄（荘）のうちの名田名であった。花熟里は華熟里とも書かれた。
徳治3年の権執印妙慶申状には「伊作庄内花熟里地頭代津野弥次郎左衛門尉」とあり、この申状は名主方に付されていた犬王童を花熟里の地頭代が理不尽に取り押さえしたものとして訴えたものである。建徳2年には伊作親忠が村内の水田二町五反を伊作十忠に譲っている。

### 江戸期
江戸期には薩摩国阿多郡伊作郷（外城）のうちの花熟里村であった。村高は「天保郷帳」及び「郡村高辻帳」では543石余、延享頃には330石余、文政7年の「伊作名勝志再撰帳」には278石余、「旧高旧領」では276石余であった。
弘化2年時点で花熟里村には浜在郷として門及び屋敷が2箇所設置されていた。

### 町村制施行以後
1889年（明治22年）に町村制が施行されたのに伴い、伊作郷の区域より伊作村が成立し、江戸期の花熟里村の区域は伊作村の大字「華熟里」となった1922年（大正11年）には伊作村が町制施行し伊作町となり華熟里は伊作町の大字となった。
1955年（昭和30年）には伊作町と永吉村が合併し、吹上町が新設され、華熟里は吹上町の大字となった。
2005年（平成17年）には吹上町が伊集院町、東市来町、日吉町と合併し日置市が新設され、大字華熟里は日置市の大字「吹上町花熟里」となった。

## 施設
郵便局
- 花田簡易郵便局

寺社
- 伊勢神社

天照大神を祀る神社で花熟里の総鎮守である。

## 小・中学校の学区
市立小・中学校に通う場合、学区（校区）は以下の通りとなる。
| 大字         | 区域 | 小学校             | 中学校             |
| ------------ | ---- | ------------------ | ------------------ |
| 吹上町花熟里 | 全域 | 日置市立花田小学校 | 日置市立吹上中学校 |

## 交通

### 道路
国道
- 国道270号

県道
- 鹿児島県道296号田之頭吹上線
- 鹿児島県道加世田日吉自転車道線（吹上浜砂丘自転車道）